# Nordkoreas parlamentsvalg 1948
Nordkoreas parlamentsvalg i 1948 var det først parlamentsvalg i landet, hvor repræsentanter blev valgt til den første øverste folkeforsamling(DØF), valget blev afholdt den 25. august 1948. 572 deputerede blev valgt, hvoraf 360 var reserveret til repræsentanter for Sydkorea. Den nordkoreanske regering hævdede, at 77,8% af de sydkoreanske vælgere havde deltaget i underjordiske valg for at vælge 1.000 delegerede, der skulle vælge de 360 sydkoreanske medlemmer af DØF.
Kun en kandidat blev præsenteret i hver valgkreds, som alle blev udvalgt af de Koreas Arbejderparti, nogle få var præsentanter for andre parter eller statslige organisationer. Valgdeltagelsen er oplyst til at være 100% ifølge nordkoreanske myndigheder, med 98,5% stemmer for de præsenterede kandidater.
DØF afholdte sit første møde mellem den 2. – 10.september, med to erklæringer: "Erklæring om overførsel af magten" og "Det politiske program fra regeringen i Den Demokratiske Folkerepublik Korea".
Den første parlamentsvalg i Sydkorea havde fundet sted tre måneder tidligere.

## Fordeling af pladser
| Parti                        | Pladser |
| ---------------------------- | ------- |
| Koreas Arbejderparti         | 157     |
| Chondoist Chongu Partiet     | 35      |
| KDP                          | 35      |
| Demokratisk Uafhængigt Parti | 20      |
| Dongro Folkets Parti         | 20      |
| Folkets Republik Parti       | 20      |
| Andre partier                | 171     |
| Uafhængige                   | 114     |
| I alt                        | 572     |
| Kilde: Nohlen et al.         |         |

## Notater
1. ↑  The Korean War, 1950-1953, Carter Malkasian, Fitzroy Dearborn Publishers, 2001, ISBN 1-57958-364-4, p.13
2. ↑  Nohlen, D, Grotz, F & Hartmann, C (2001) Elections in Asia and the Pacific: A Data Handbook: South East Asia, East Asia, and the Pacific Volume 2, p398 ISBN 0-19-924959-8
3. ↑  Nohlen, D, Grotz, F & Hartmann, C (2001) Elections in Asia and the Pacific: A Data Handbook: South East Asia, East Asia, and the Pacific Volume 2, p404 ISBN 0-19-924959-8
4. ↑  Nohlen, D, Grotz, F & Hartmann, C (2001) Elections in Asia and the Pacific: A Data Handbook: South East Asia, East Asia, and the Pacific Volume 2, p403 ISBN 0-19-924959-8